# 4695 Mediolanum
4695 Mediolanum este un asteroid din centura principală de asteroizi.

## Descriere
4695 Mediolanum este un asteroid din centura principală de asteroizi. A fost descoperit pe 7 septembrie 1985 la Observatorul La Silla de Henri Debehogne. Asteroidul prezintă o orbită caracterizată de o semiaxă mare de 2,67 ua, o excentricitate de 0,14 și o înclinație de 12,5° în raport cu ecliptica.